# Micropotamogale lamottei
Micropotamogale lamottei е вид бозайник от семейство Тенрекови (Tenrecidae). Видът е застрашен от изчезване.

## Разпространение
Разпространен е в Гвинея, Кот д'Ивоар и Либерия.